# Priapulida

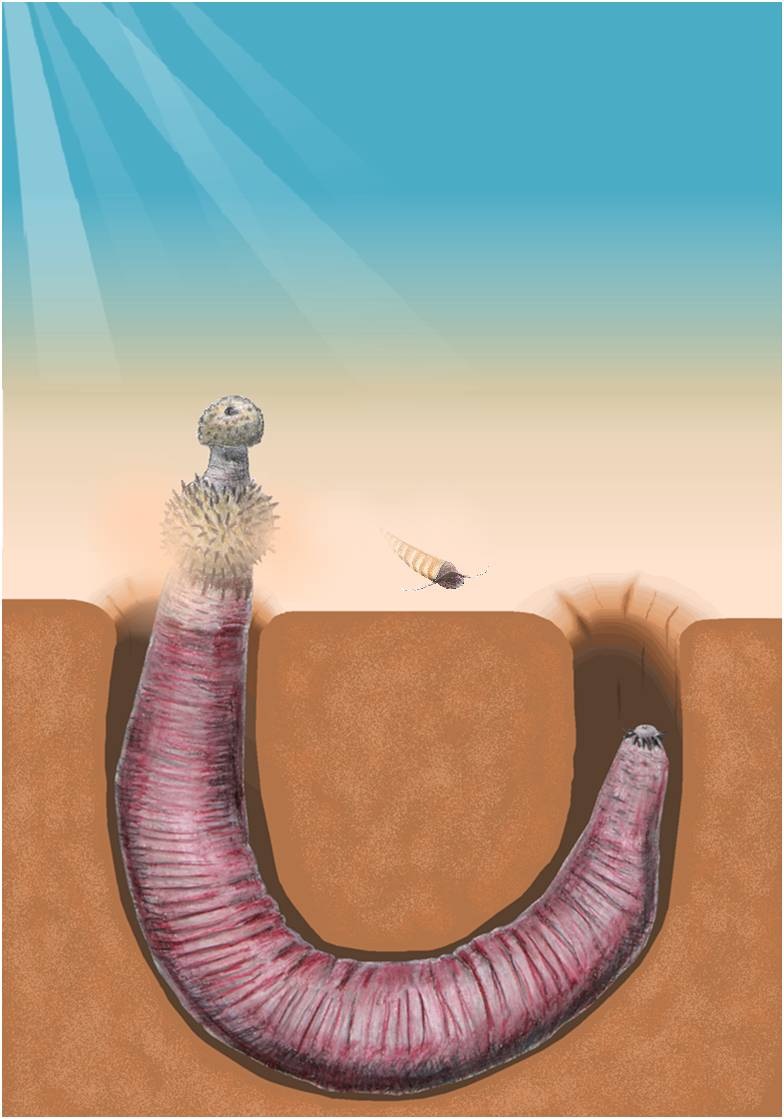
Un priapúlidos en su típica madriguera en forma de "U".

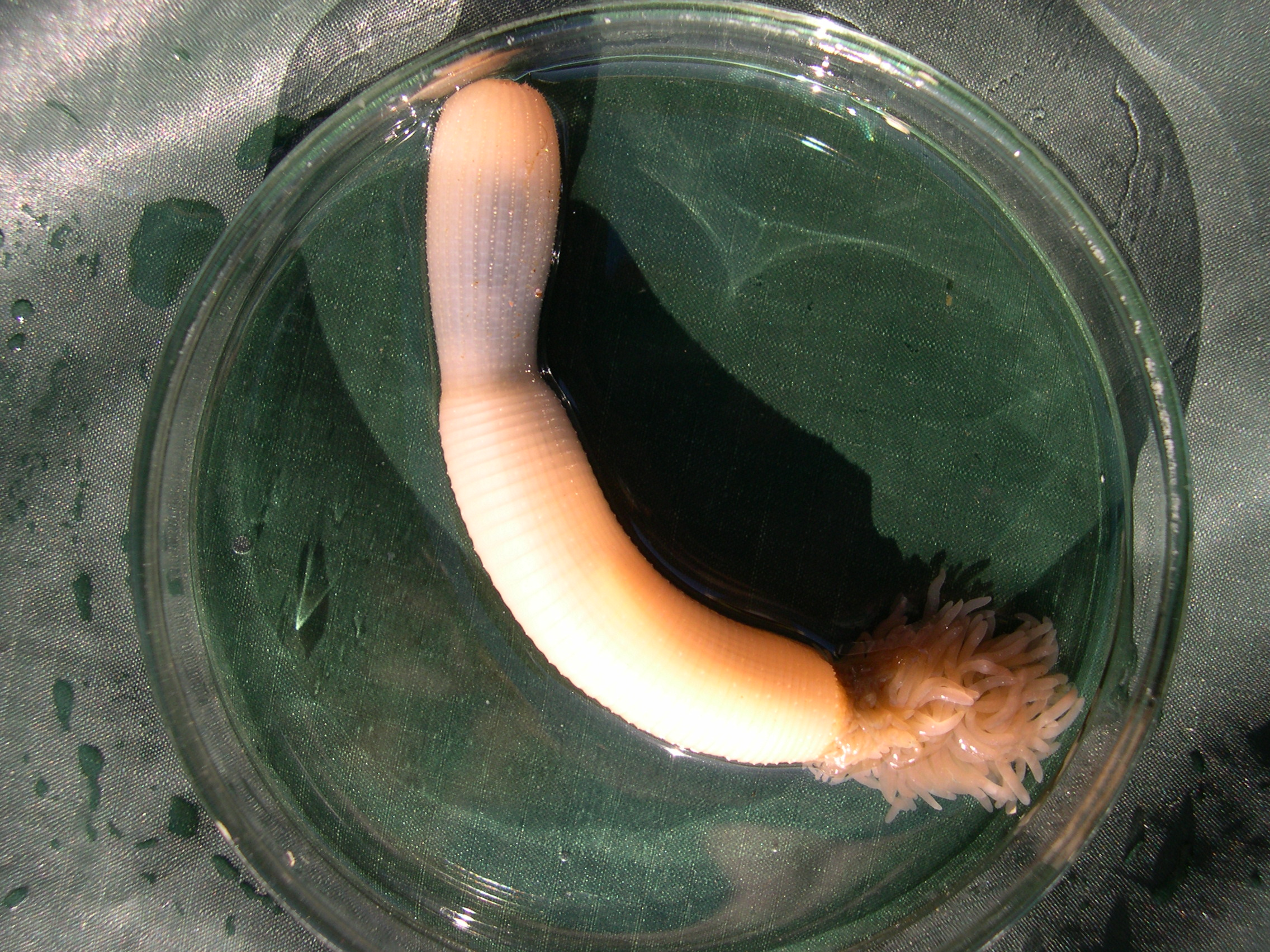
Priapulus caudatus.

Los priapúlidos o priapuloideos (Priapula o Priapulida, de Príapo, dios de la mitología griega con un enorme falo) son un filo de animales pseudocelomados, vermiformes, marinos, que viven enterrados en fondos arenosos o fangosos, donde excavan galerías con su trompa. Contiene solo 18 especies (Hickman et al.).

## Morfología
Su tamaño oscila entre 5 mm y 40 cm. El cuerpo es cilíndrico y se divide en dos regiones, la trompa o introverto y el tronco. La trompa presenta papilas cutáneas dispuestas en líneas meridianas y fuertes ganchos que rodean la boca, tiene gran capacidad contráctil y puede invaginarse y evaginarse, método que utiliza el animal para excavar galerías. El tronco no está metamerizado pero la cutícula está superficialmente marcada por un número de anillos que oscila entre 30 y 100; presenta numerosos tubérculos, de probable función táctil, y espinas. El tronco acaba en un penacho caudal, de función respiratoria y seguramente también quimiorreceptora, junto al cual se abre el ano en posición casi dorsal. Cuando el animal se entierra deja solo en exterior dichos apéndices caudales.

## Anatomía y fisiología
Los priapúlidos poseen una cutícula quitinosa que mudan periódicamente. A partir de ella se desarrollan las escálidas, espinas y dientes del introverto y la faringe, así como las ornamentaciones del tronco.
La epidermis es uniestratificada y tiene muchas células glandulares. Bajo ella hay dos capas musculares, una circular externa y otra longitudinal interna.
La cavidad general del cuerpo fue tomada por algunos zoólogos como un auténtico celoma al estar tapizada por endotelio, que recubre las vísceras, que fue tomado por peritoneo; pero, al parecer, se trata de un pseudoceloma, entre otras cosas porque dicho endotelio no es ciliado (contrariamente al de los celomados); está llena de líquido que contiene amebocitos y en algunas especies corpúsculos con hemeritrina.
No tienen aparato circulatorio.
El sistema nervioso consta de un collar perifaríngeo, con rudimentarios ganglios cerebroides dorsales, y un único cordón longitudinal medioventral con signos de metamerización, que termina en un ganglio caudal. Del cordón nervioso ventral salen una serie de nervios anulares que rodean el intestino medio. También hay un plexo intraepidérmico dorsal. Los órganos sensoriales están poco desarrollados, limitándose a papilas epidérmicas.
Los aparatos excretor y genital están fusionados formando un par de órganos dispuesto a ambos lados del intestino, lo cual es característico de los priapúlidos. Dichos órganos urogenitales constan de una parte excretora con protonefridios verdaderos (células excretoras de tipo solenocito) y una parte genital; se abren al recto o directamente al exterior a través de un conducto evacuador o uroducto que actúa como nefroducto y gonoducto.

### Sistema digestivo
El sistema digestivo es completo, rectilíneo y está dividido en tres zonas (anterior, media y posterior), en las que la primera y última están revestidas por cutícula y forman, respectivamente, un estomodeo y un proctodeo. La boca se comunica con un tubo bucal que va hacia la faringe (que es evaginable y posee dientes cuticulares). Después encontramos el esófago que contiene una serie de válvulas de naturaleza muscular. El alimento sigue el recorrido por el intestino, con muchas microvellosidades para aumentar la superficie de absorción, llegando al recto y desembocando por el ano.

## Biología
Los sexos están separados y la fecundación es externa, excepto en los priapúlidos meiobénticos, que puede ser interna. La segmentación es total, y no espiral, sino bilateral, lo que separa netamente a los priapúlidos de los sipuncúlidos. La segmentación origina una celoblástula; la gastrulación se realiza por invaginación. Finalmente se forma una larva especializada, con placas cuticulares, un pie posterior y tubos adhesivos, que recuerda vagamente a un rotífero.
Los priapúlidos viven preferentemente en aguas frías, tanto árticas como antárticas, aunque algunas especies viven en mares templados. Son depredadores y usan la trompa para inspeccionar sus alrededores y capturar pequeños invertebrados.

## Sistemática y filogenia
Como se ha indicado, la cavidad general del cuerpo fue tomada por algunos zoólogos como un auténtico celoma por lo que los priapúlidos fueron colocados en la vecindad de sipuncúlidos y equiúridos.
La tendencia actual es relacionarlos con los quinorrincos y loricíferos, con los que formaría el clado Scalidophora que esta respaldado por datos moleculares y morfológicos, el cual pertenece a Ecdysozoa.